# Kimberly Matula
Kimberly Marie Matula (Fort Worth, 23 augustus 1988) is een Amerikaans actrice. Ze is vooral bekend door haar rol van Hope Logan in de soapserie The Bold and the Beautiful, die ze van 2010 tot 2016 neerzette. Verder had ze een rol in de film "Queen Sized" als Tara.
- Library of Congress Control Number: no2019149799
- Virtual International Authority File: 1653157162095078980000
- WorldCat: E39PBJgX9ccgRFxV8k4783xdQq